# Universo (azienda)
La Universo è una casa discografica indipendente italiana fondata a Roma nel 1999 da Giancarlo Meo.
La sua prima produzione è il rapper Piotta. Seguono poi i Lùnapop, che con l'album ...Squérez? vendono un milione e mezzo di copie in circa tre anni.
Altri artisti prodotti sono Brusco, Zero Assoluto, Mariangela Argentino e Checco Zalone.